# Al-Baʿādsch
Al-Baʿādsch  (arabisch البعاج, DMG al-Baʿāǧ, auch al-Ba'aj oder Ba'ej) ist eine irakische Kleinstadt im Gouvernement Ninawa.
Der Ort geriet 2014 unter die Kontrolle des sogenannten Islamischen Staates und wurde im Juni 2017 von Kämpfern des Volksmobilmachungskomitees wieder zurückerobert. Nördlich des Ortes liegt die irakische Stadt Sindschar.